# Pärnu Jalgpalliklubi Vaprus
Il Pärnu Jalgpalliklubi Vaprus, comunemente noto come Vaprus Pärnu oppure Vaprus (in italiano Coraggio), è una società calcistica estone con sede nella città di Pärnu. Milita in Meistriliiga, la massima serie del campionato estone.

## Storia

### Gli inizi
Il club, originariamente polisportivo, venne fondato nel 1922 col nome di Vaprus Pärnu come proseguimento della precedente società di ginnastica Pärnu Karskusselts e fu attivo soprattutto a livello locale (partecipò al campionato nazionale solo nel 1928). Nel 1937 si fuse con altre società concittadine diventando Kalev Pärnu e due anni più tardi disputò l'ultima edizione della Eesti meistrid, classificandosi all'ultimo posto.

### Periodo sovietico
Negli anni sotto l'Unione Sovietica il Kalev Pärnu fu una delle principali squadre del Campionato della R.S.S. d'Estonia, al quale partecipò ininterrottamente dal 1948 al 1967. Dal 1973 tornò stabilmente nel torneo e cambiò il proprio nome in Kalakombinaat Pärnu nel 1977. Nel 1981 vinse la Coppa d'Estonia e bissò il successo l'anno seguente. 
Nel 1985, dopo la fusione coi concittadini del MEK, fu rinominato Kalakombinaat-MEK Pärnu; in quello stesso anno vinse per la prima volta il campionato. In seguito conquistò altre due coppe nel 1988 e 1990.

### Periodo estone: anni novanta
Con la fondazione del campionato nazionale estone, la squadra divenne Jalgpalliklubi (JK) Pärnu e fu ammesso alla prima stagione di Meistriliiga, che concluse all'ottavo posto senza iscriversi l'anno successivo.
Ripartì dalla II Liiga (terza serie), ottenendo subito la promozione in Esiliiga e nel 1993 cambiò nuovamente in JK Kalev Pärnu. L'anno dopo arrivò al primo posto e fu promossa in Meistriliiga, dove rimase per due stagioni prima di retrocedere. Nel 1995 tornò a chiamarsi JK Pärnu.

### Anni duemila
Rifondato nel 1999 come Pärnu JK Vaprus, militò negli anni successivi tra la III Liiga e la II Liiga, mentre prese parte alle serie maggiori il Levadia Pärnu. Nel 2003 lo stesso Levadia Pärnu, dopo una breve esperienza in Meistriliiga, si fuse col Vaprus, il quale poté tornare a disputare il campionato di Esiliiga, ma retrocesse subito in terza serie. Dal 2004 al 2006 il Vaprus risalì in due anni dalla II Liiga alla Meistriliiga, partecipando alla massima serie fino al 2008.

### Anni duemiladieci
Nel marzo del 2011 il Vaprus si fuse con altre due squadre di Pärnu e fu rinominato Pärnu Linnameeskond. Al termine della stagione 2012 retrocesse in Esiliiga B, per poi essere promosso nuovamente in Esiliiga la stagione successiva. Concluse l'Esiliiga 2014 al 3º posto dietro le seconde squadre di Flora e Levadia, tornando così in Meistriliiga dopo sei anni di assenza.
Ha terminato la stagione 2015 all'ottavo posto, assicurandosi la permanenza in massima serie dopo un campionato incerto.
Nel 2016 il Pärnu si classifica nono con appena 17 punti in tutto il campionato, lontano oltre venti punti dall'ottavo posto e davanti solo al Tarvas Rakvere, col quale ha conquistato dieci dei punti totali. Lo spareggio promozione/retrocessione contro il Maardu, comunque, si risolve con una doppia vittoria (1-5 in trasferta e 4-3 in casa) che fa rimanere la squadra in Meistriliiga.
Nel 2017 riprende lo storico nome di Vaprus Pärnu, ma i risultati in campo non migliorano: in tutto il campionato totalizza solo 8 punti, inanellando peraltro una serie di sedici sconfitte consecutive a fine stagione. Tuttavia evita l'ultimo posto per la retrocessione d'ufficio del Kalev Sillamäe per problemi finanziari, e in seguito ottiene la permanenza in Meistriliiga senza passare dallo spareggio, in quanto l'annuncio dell'incorporazione del FCI Tallinn nel Levadia Tallinn ha indotto la EJL ad annullare la disputa dello spareggio promozione/retrocessione tra il Vaprus Pärnu e il Kalev Tallinn, ed entrambe le squadre sono ammesse alla Meistriliiga 2018. Ma anche in questa stagione il Vaprus si classifica all'ultimo posto, con 13 punti all'attivo, e retrocede in Esiliiga.
Inizia l'Esiliiga 2019 come squadra favorita per la promozione, ma non riesce a tenere il passo del TJK Legion e quindi ripiega sul piazzamento utile per lo spareggio, che infine conquista col 3º posto dietro a TJK Legion e Flora Tallinn Under-21. Allo spareggio promozione/retrocessione si scontra col Kuressaare, da cui viene sconfitto con un complessivo 5-3 (vittoria 1-4 in trasferta e sconfitta 1-2 in casa).

### Anni duemilaventi
In Esiliiga 2020 il Vaprus Pärnu è capolista fin dalle prime partite e mantiene il primo posto per tutta la stagione, insidiato solo dal Maardu che tiene aperti i giochi fino alla penultima giornata, quando il Vaprus conquista matematicamente la vittoria del campionato e la promozione in Meistriliiga, tornando così in massima serie dopo due anni.
Disputa la Meistriliiga 2021 stanziando sempre in bassa classifica, nelle fasi finali della stagione regolare viene superato dal Tammeka Tartu e scivola all'ultimo posto, dopodiché la retrocessione è sancita già alla terzultima giornata. Tuttavia viene riammesso per il campionato 2022 al posto del Tulevik Viljandi, che ha rinunciato all'iscrizione in massima serie per un ridimensionamento societario.
Nel 2022 i risultati sul campo peggiorano: raccoglie 8 punti in 18 partite nella prima metà di stagione, alla quale segue una striscia di tredici sconfitte consecutive interrotta da una vittoria alla quintultima giornata. Il Vaprus conclude all'ultimo posto con 11 punti, ma successivamente viene ancora una volta riammesso in Meistriliiga al posto del TJK Legion, declassato per problemi finanziari.
Nel 2023, invece, disputa fin da subito un buon campionato, tanto da ritrovarsi per diverse giornate al terzo posto, prima di essere sorpassato dal Kalev Tallinn; in seguito, nonostante la rimonta di Paide e Kalju Nõmme, continua a concorrere per un posto di medio-alta classifica e soltanto all'ultima giornata si stabilisce definitivamente al sesto posto con 48 punti, che risulta comunque il miglior piazzamento in Meistriliiga. L'anno successivo arriva settimo.

## Palmarès

### Competizioni nazionali
- Campionati di calcio della Repubblica Socialista Sovietica d'Estonia: 1

1985
- Coppa della Repubblica Sovietica di Estonia: 4

1981, 1982, 1988, 1990
- Esiliiga: 3

1993-94, 2005, 2020
- II Liiga: 1

1992-1993, 2004 (girone Sud/Ovest)

### Altri piazzamenti
- Campionato della repubblica sovietica estone:

Secondo posto: 1948, 1961, 1962, 1978, 1981
Terzo posto: 1974, 1980, 1982, 1983, 1988, 1989
- Coppa d'Estonia:

Finalista: 1942
- Esiliiga:

Terzo posto: 1996-1997, 2014, 2019
- Esiliiga B:

Secondo posto: 2013
- II Liiga:

Promozione: 2000

## Statistiche

### Partecipazioni ai campionati
Le statistiche comprendono le stagioni a partire dal 1992, anno della fondazione del campionato estone.
| Livello | Categoria    | Partecipazioni | Debutto | Ultima stagione | Totale |
| ------- | ------------ | -------------- | ------- | --------------- | ------ |
| 1º      | Meistriliiga | 15             | 1992    | 2025            | 15     |
| 2º      | Esiliiga     | 13             | 1993-94 | 2020            | 13     |
| 3º      | II Liiga     | 4              | 1992-93 | 2004            | 5      |
| 3º      | Esiliiga B   | 1              | 2013    | 2013            | 5      |
| 4º      | III Liiga    | 2              | 1999    | 2000            | 2      |

## Organico

### Rosa 2025
Aggiornata al 15 giugno 2025
| N. |                    | Ruolo | Calciatore      |
| -- | ------------------ | ----- | --------------- |
| 1  | Estonia (bandiera) | P     | Hendrik Vainu   |
| 4  | Estonia (bandiera) | D     | Magnus Villota  |
| 5  | Estonia (bandiera) | D     | Siim Aer        |
| 7  | Estonia (bandiera) | A     | Virgo Vallik    |
| 8  | Estonia (bandiera) | A     | Tristan Pajo    |
| 9  | Estonia (bandiera) | A     | Joosep Põder    |
| 10 | Estonia (bandiera) | C     | Enrico Veensalu |
| 11 | Estonia (bandiera) | A     | Kevin Kauber    |
| 14 | Estonia (bandiera) | C     | Rasmus Orm      |
| 15 | Estonia (bandiera) | D     | Kevin Alöe      |
| 16 | Estonia (bandiera) | P     | Ott Nõmm        |

| N. |                    | Ruolo | Calciatore            |
| -- | ------------------ | ----- | --------------------- |
| 17 | Estonia (bandiera) | C     | Sander Kapper         |
| 18 | Estonia (bandiera) | A     | Marten-Chris Paalberg |
| 20 | Estonia (bandiera) | C     | Henri Välja           |
| 21 | Estonia (bandiera) | C     | Reimo Madissoo        |
| 24 | Estonia (bandiera) | C     | Mathias Villota       |
| 28 | Estonia (bandiera) | D     | Marko Lipp            |
| 42 | Estonia (bandiera) | A     | Matthias Limberg      |
| 43 | Estonia (bandiera) | D     | Markkus Seppik        |
| 88 | Estonia (bandiera) | D     | Ekke Kesküla          |
| 90 | Estonia (bandiera) | C     | Joonas Sild           |